# Barnes Icefalls
Le Barnes Icefalls (in lingua inglese: Cascate di ghiaccio di Barnes) sono delle cascate di ghiaccio situate lungo il Washington Escarpment, tra il Monte Dover e le Bennett Spires, nel Neptune Range dei Monti Pensacola in Antartide. 
Le cascate sono state mappate dallo United States Geological Survey (USGS) sulla base di rilevazioni e foto aeree scattate dalla U.S. Navy nel periodo 1956-66.
La denominazione è stata assegnata dall'Advisory Committee on Antarctic Names (US-ACAN) in onore di James C. Barnes, meteorologo e responsabile scientifico presso la Stazione Ellsworth durante l'inverno 1962.